# Tayaw kinpun

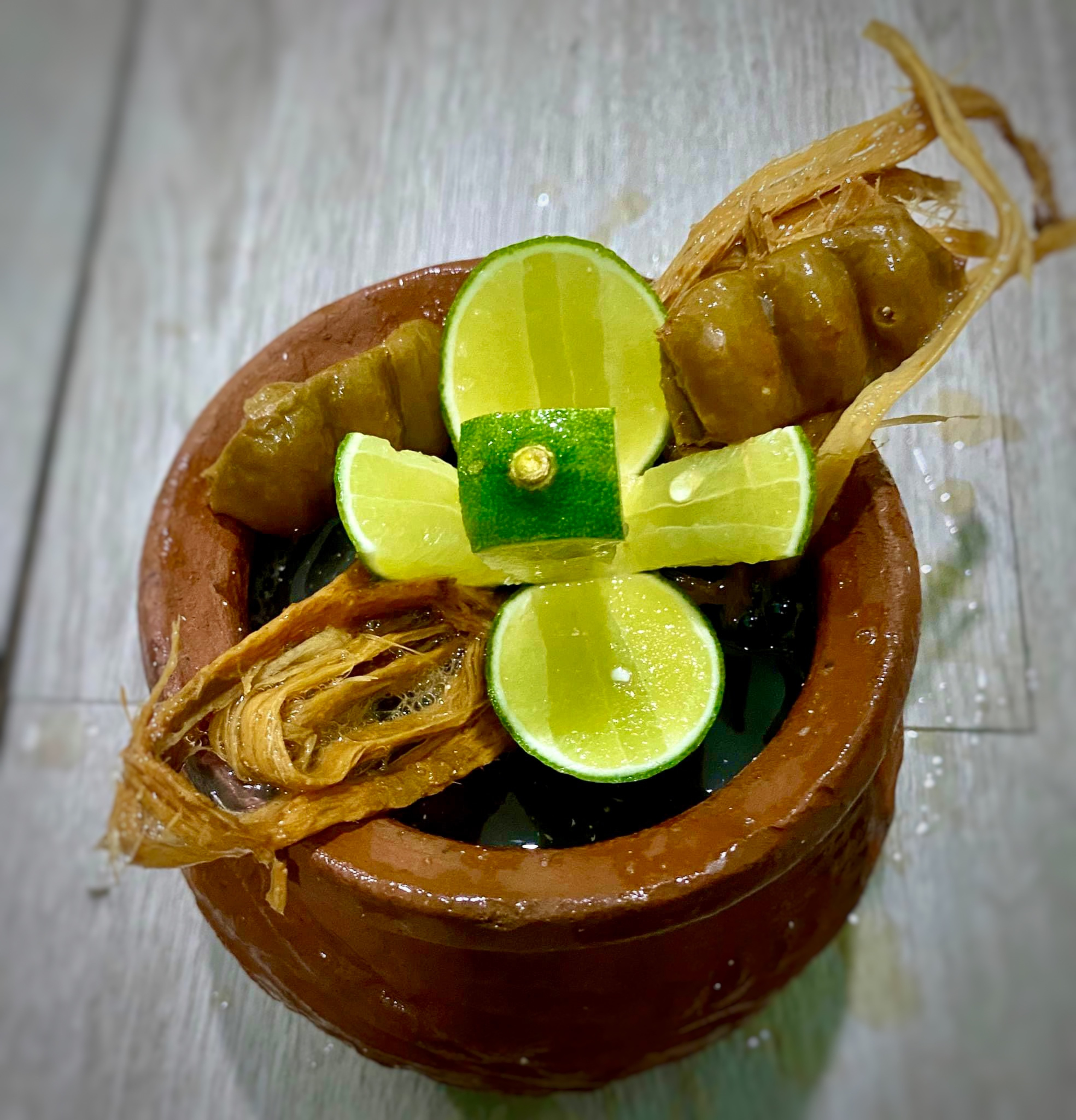
I principali ingredienti del tayaw kinpun: sulla sinistra la cortezza di tayaw, al centro una limetta e, a destra, i frutti della pianta di kinpun

Il Tayaw kinpun (in birmano တရော် ကင်ပွန်း, a volte traslitterato anche come tayaw kinmun o kinbun) è uno shampoo tradizionale utilizzato in Myanmar. Composto principalmente da estratti della corteccia della tayaw (una pianta appartenente al genere Grewia il cui nome scientifico è Grewia polygama) e del frutto del kinpun, ossia la Senegalia rugata, nota anche come Acacia concinna, a cui può talvolta essere aggiunta della limetta, questo shampoo ricopre un importante ruolo nella cultura birmana sin dai tempi antichi, quando i sovrani birmani lo utilizzavano in occasione della cerimonia del lavaggio della testa (in birmano ခေါင်းဆေး မင်္ဂလာ , hkaunggsayy  main g lar pwal) nella convinzione di scacciare la malasorte e propiziarsi la buona fortuna.
Oggi il Tayaw kinpun, che è diventato di uso comune ed è normalmente venduto nei mercati popolari dentro buste di plastica, è ancora utilizzato nella sua antica accezione di portafortuna da molti birmani nel giorno del capodanno nazionale, che nel XXI secolo ricade tra il 17 e il 21 aprile, quando i credenti eseguono con esso un lavaggio dei capelli volto a lasciarsi dietro le scorie e le cattive esperienze dell'anno passato.

## Leggenda

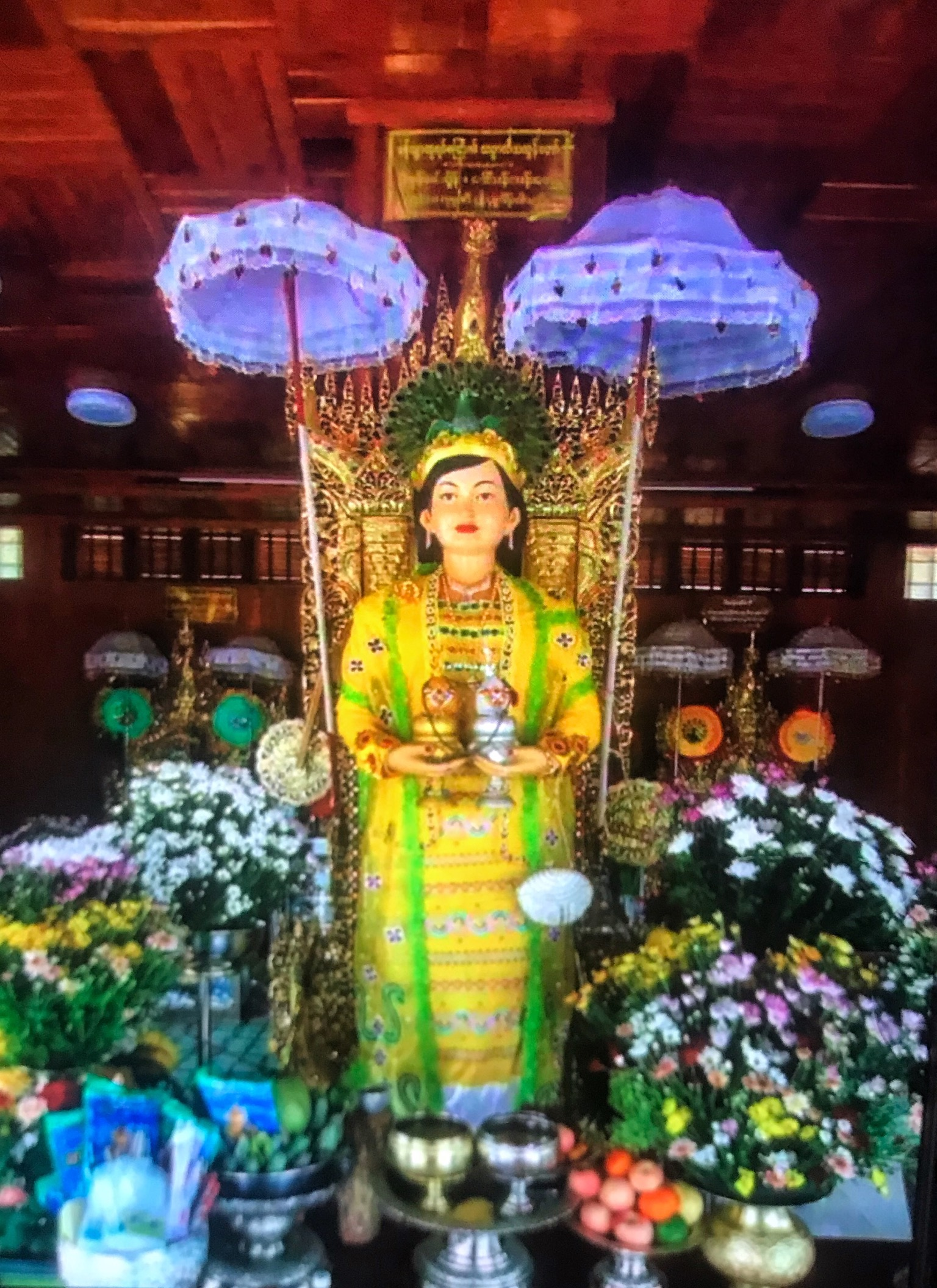
Una statua della regina Panhtwar

Secondo quanto racconta la leggenda, il re Duttabaung, mitico fondatore della città di Sri Ksetra vissuto tra il VII e il VI secolo a.C., possedeva dei poteri soprannaturali la cui fonte era un grosso neo posto proprio al centro della sua fronte, in virtù del quale era anche chiamato "re dai tre occhi". Quando, nella fase di espansione del suoi possedimenti, il re conquistò la città di Beikthano prendendo come sposa la regina regnante della città, Panhtwar, quest'ultima, decisa a riprendersi il proprio regno, giurò vendetta e, una volta scoperta la fonte dei poteri di Duttabaung, escogitò un modo per farli venire meno. Un giorno, dunque, la regina donò al proprio sposo un turbante fatto con il suo sarong e l'uomo perse di colpo i propri poteri, trovandosi in poco tempo a dover affrontare una miriade di ribellioni e a dover per questo abbandonare la capitale del regno. Durante la fuga,  Duttabaung trovò riparo dalla pioggia sdraiandosi a riposare sotto una grande pianta di tayaw circondata da piante di kinpun e, lì, l'acqua piovana che gli bagnò la testa dopo essere passata tra i rami della tayaw ed essere venuta a contatto con le piante di kinpun lo liberò dall'incantesimo del turbante di Panhtwar, restituendogli i poteri e la capacità di recuperare il trono.
Da allora in poi, i successivi re birmani usarono la miscela ottenuta dagli estratti di tayaw e kinpun per lavarsi i capelli, ponendo in atto un rituale volto a scacciare il male e ad aumentare i propri poteri.